# Hålerydssjön
Hålerydssjön är en sjö i Örkelljunga kommun i Skåne och ingår i Rönne ås huvudavrinningsområde.